# Куршановичская волость
Куршановичская волость — административно-территориальная единица в составе Новозыбковского уезда.
Административный центр — село Куршановичи.

## История
Волость образована в ходе реформы 1861 года.
В ходе укрупнения волостей, в 1923 году Куршановичская волость была расформирована, а её территория вошла в состав Чуровичской волости (кроме села Гетманская Буда, отнесённого к Климовской волости). Ныне вся территория бывшей Куршановичской волости входит в Климовский район Брянской области.

## Административное деление
В 1919 году в состав Куршановичской волости входили следующие сельсоветы: Гетманобудский, Каменскохуторской, Кирилловский, Крапивенский, Куршановичский, Петровогутский, Соловьёвский, Хороменский, Шумиловский, Ясеновский.